# Epimedium campanulatum
Epimedium campanulatum là một loài thực vật có hoa trong họ Hoàng mộc. Loài này được Ogisu mô tả khoa học đầu tiên năm 1996.